# Roberto Martínez Rípodas

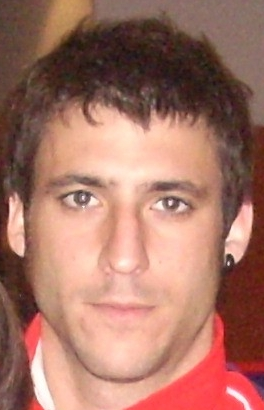
Tiko

Roberto Martínez Rípodas (Pamplona, 15 september 1976), voetbalnaam Tiko, is een Spaans voetballer. Hij speelt als aanvallende middenvelder bij Athletic de Bilbao en Tiko wordt wel de Baskische Zidane genoemd.

## Clubvoetbal
Tiko doorliep de jeugdelftallen van CA Osasuna. Op 10 mei 1997 maakte hij zijn competitiedebuut voor het eerste elftal in de wedstrijd tegen CD Badajoz in de Segunda División A. De aanvallende middenvelder maakte bij zijn debuut het enige en daarmee winnende doelpunt van de wedstrijd. In 1999 volgde een transfer naar Athletic, waar Tiko op 12 oktober 1999 tegen Málaga CF zijn debuut in de Primera División maakte.

## Nationaal elftal
Tiko speelde één interland voor het Spaans nationaal elftal. In de oefenwedstrijd tegen Nederland op 27 maart 2002 kwam hij na rust als vervanger van Joaquín Sánchez in het veld. Verder speelde Tiko meerdere wedstrijden voor het Baskisch elftal. In de wedstrijd tegen Catalunya op 7 oktober 2006 liep hij een kruisbandblessure op.